# Neutronsugárzás

## A neutronok előállítása
Mivel a hidrogén kivételével minden atommag tartalmaz neutront, illetve neutronokat , elvben bármelyik atommag alkalmas 
neutronok előállítására. Ehhez akkora energiát kell közölni az atommaggal, mint amekkora a neutron kötési energiája. 
Az energiaközlés sokféleképpen történhet: alfa-részecskékkel, protonokkal, gamma-sugárzással való bombázással, vagy 
hasadási folyamat révén. Neutronforrásként olyan anyagot célszerű választani, amelyben a neutronok kötési energiája alacsony. 
Ilyen lehet a deutérium (D) és a berillium. Három típusú neutronforrást különböztethetünk meg:

## Radioaktív neutronforrások
A bombázó részecskéket radioaktív izotópok szolgáltatják, rádium vagy polónium. A bombázó részecske vagy α-részecske vagy γ-foton. A céltárgy vagy D2O vagy Be. A neutron felfedezésekor Chadwick polónium forrást alkalmazott, és a céltárgy berillium volt. A valóságban olyan forrásokat alkalmaznak, melyekben a neutron- és alfa-forrás helyileg nincsen szétválasztva. Ilyen forrás a Po-Be keverék vagy a Pu-Be ötvözet.
Gyorsítós neutronforrás (neutrongenerátor): A két leggyakrabban alkalmazott magreakció:
```
2
H + 
3
H → 
4
He + n + 3,2 MeV

2
H + 
2
H → 
3
He + n + 17,6 MeV 
```

Ha a  nagyfeszültséggel felgyorsított deuteron deutériummal ütközik, az ütközés során ³He és neutron, ha tríciummal ütközik, az ütközés során 3,6 MeV energiájú 4He és 14 MeV energiájú neutron keletkezik.
Előnye, hogy a deuteron-nyalábot csak annyira kell felgyorsítani, hogy a Coulomb-taszítást leküzdje.
A gyorsításhoz szükséges feszültség  mindössze 0,1 MeV.

## A neutronok kölcsönhatása az anyaggal
A gyors neutronok kölcsönhatása az anyaggal háromféle lehet: rugalmasan szóródnak az atommagokon, rugalmatlanul szóródnak az atommagokon, vagy magreakciókat idéznek elő, a lassú neutronok magreakciókat idéznek elő.

## A neutronok detektálása
Gyors neutron-detektorok: leginkább alkalmasabb eszközök a szerves kristály-, plasztik-, folyadékszcintillátorok.Ezekben a szcintillátorokban sok hidrogén (proton) található. A gyorsneutronok a protonokkal való rugalmas ütközés során a protonoknak energiát adnak át. Ezek a meglökött protonok a szcintillátorban fényvillanásokat idéznek elő. 
Lassú neutron-detektorok: A lassú neutronok detektálása magreakciók segítségével történik, melyek során nagy energiájú töltött részecske keletkezik. Detektorként bór-, lítium tartalmú szcintillátorokat, BF3 gáztöltésű számlálókat alkalmaznak.